# Puurmani
Puurmani est un petit bourg de la commune de Puurmani du comté de Jõgeva en Estonie .
Au 31 décembre 2011, il compte 459 habitants.